# Universe Today
Universe Today é um sítio de notícias não-comercial sobre Astronomia, fundada em 1999 por Fraser Cain e Nancy Atkinson. As notícias e questões levantadas por leitores podem ser discutidas em fóruns administrados pelo sítio desde 2003, em conjunto com os fóruns associados ao livro Bad Astronomy desde 2005. Ambos os fóruns são conhecidos como "BAUT". O sítio atrai a atenção de vários milhões de leitores por ano.
De acordo com Emily Lakdawalla, da Sociedade Planetária, "dependo do Universe Today e do Bad Astronomy para ter [...] um olhar independente em notícias astronômicas de grande repercussão" e que o Universe Today desempenha um papel fundamental no jornalismo relacionado ao espaço, juntamente com outros sites, como o Space.com.
Em 2008, o site foi brevemente banido do site de notícias sociais Digg por cerca de um dia, embora tenha sido incluído em sua base de dados. Em março de 2011, de acordo com o Bloomberg Businessweek o sítio perdeu 20% do seu tráfego em cinco dias depois de uma mudança de um  algoritmo na página de classificação do Google. Em abril de 2011, a Associação Britânica de Escritores de Ciência observou que o Universe Today tinha decidido ignorar as notícias que tinham sido embargadas a pedido das fontes.